# Quiberville-sur-Mer
Quiberville-sur-Mer is een gemeente in het Franse departement Seine-Maritime (regio Normandië). De gemeente telt 506 inwoners (2005) en maakt deel uit van het arrondissement Dieppe.

## Geschiedenis
Op 1 januari 2024 werd de gemeentenaam officieel gewijzigd van Quiberville in Quiberville-sur-Mer.

## Geografie
De oppervlakte van Quiberville-sur-Mer bedraagt 3,4 km², de bevolkingsdichtheid is 148,8 inwoners per km².
De onderstaande kaart toont de ligging van Quiberville-sur-Mer met de belangrijkste infrastructuur en aangrenzende gemeenten.

## Demografie
Onderstaande figuur toont het verloop van het inwonertal (bron: INSEE-tellingen).